# Parafia Narodzenia Najświętszej Maryi Panny w Krowiarkach
Parafia Narodzenia Najświętszej Maryi Panny w Krowiarkach – rzymskokatolicka parafia znajdująca się w Krowiarkach. Parafia należy do dekanatu Pietrowice Wielkie i diecezji opolskiej.

## Historia
Została wymieniona w spisie świętopietrza, sporządzonym przez archidiakona opolskiego Mikołaja Wolffa w 1447, pośród innych parafii archiprezbiteratu (dekanatu) w Raciborzu, pod nazwą Krawrn.
Obecny kościół Narodzenia Najświętszej Maryi Panny w Krowiarkach wybudowano w 1909.
W granicach Polski i diecezji opolskiej od końca II wojny światowej.